# Idioma komyandaret
El komyandaret o taret es una lengua papú mal documentada, aunque la evidencia recientemente recopilada sugiere que formaría parte de las lenguas ok que a su vez constituyen una rama de las lenguas trans-neoguineanas. Además está estrechamente relacionada con el tsaukambo con el cual tiene cierta inteligibilidad mutua.

## Numerales
| GLOSA | lenguas ngalum | lenguas ngalum |
| GLOSA | Komyandaret    | Tsaukambo      |
| ----- | -------------- | -------------- |
| '1'   | 'ɸædiʔ         | ɸæ'liʔ         |
| '2'   | mɔːmɨ'nɛ       | mɔmə'niʔ       |
| '3'   | diː'ɾænɔʔ      | dilæ'nɔʔ       |
| '4'   | nɔn'dɔːwɑnɔʔ   | nɔ'ndɔænɔʔ     |
| '5'   | wæ'jænɔʔ       | wæ'jænɔʔ       |
| '6'   | ɠɤdɯ'nɑnɔʔ     | ɡjɯlɯ'nænɔʔ    |
| '7'   | sæwɔ'l̪ænɔʔ     | sæ'bɔ'lænɔʔ    |
| '8'   | bɔŋɡu'wɑnɔʔ    | bɔŋɡu'wɑnɔʔ    |
| '9'   | t͡sɑbu'wɑnɔʔ    | sæbu'ænɔʔ      |
| '10'  | ʔəl̪i'wɑnɔʔ     | jæŋɡijæ'nɔʔ    |